# Dokparou
Dokparou  est un quartier situé dans le 3e arrondissement de Parakou

## Géographie
Dokparou est un quartier du 3e arrondissement de la commune de Parakou dans le département du Borgou au Bénin.

## Histoire
Le 27 mai 2013 après la délibération et l'adoption par l'assemblée nationale du Bénin en sa séance du 15 février 2013 de la loi n° 2013-05du15/02/2013 portant création, organisation, attributions et fonctionnement des unités administratives locales en République du Bénin, Dokparou figure dans la liste des douze quartiers de cet arrondissement ,,,,,,.

## Galerie de photos

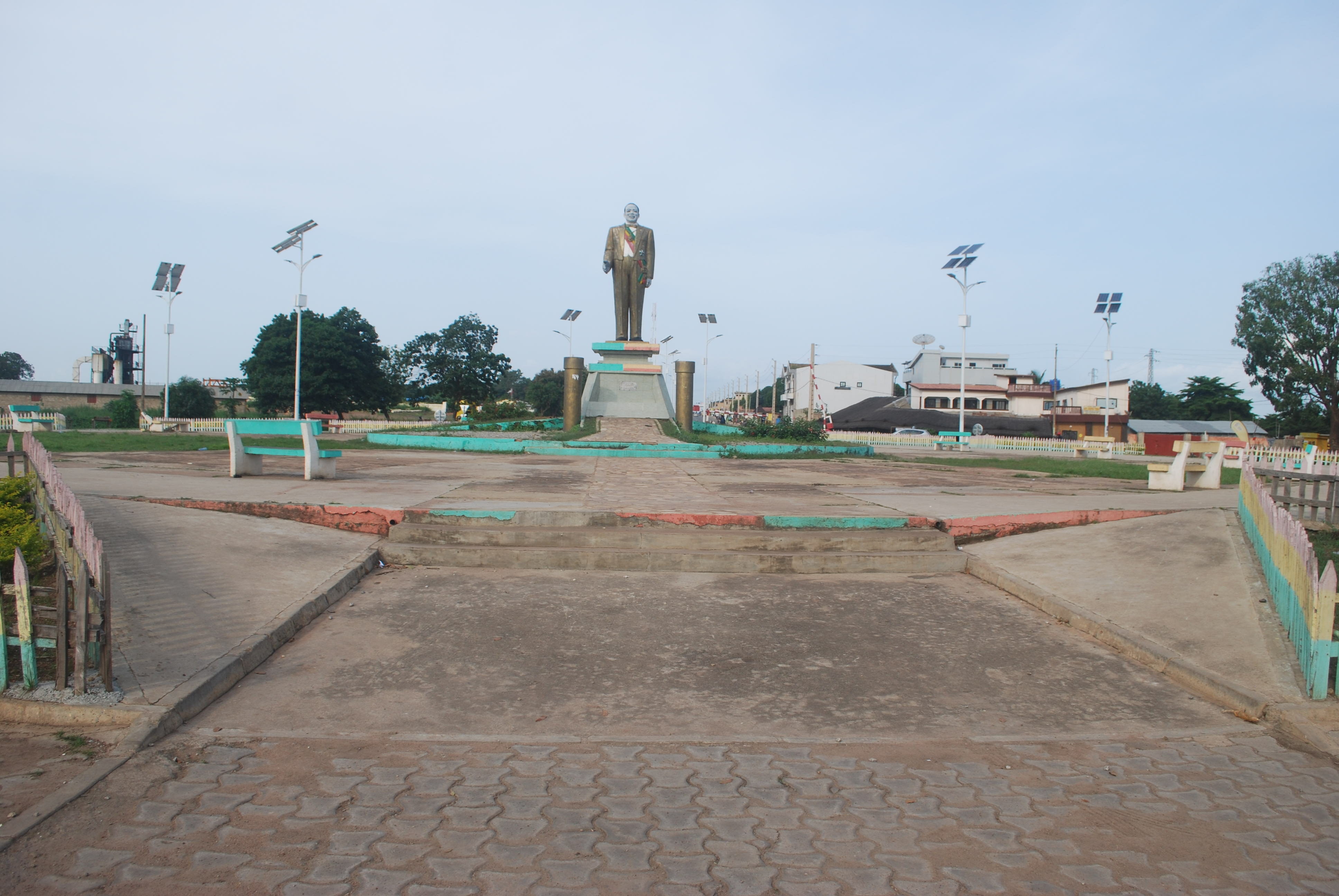
La place Hubert Maga
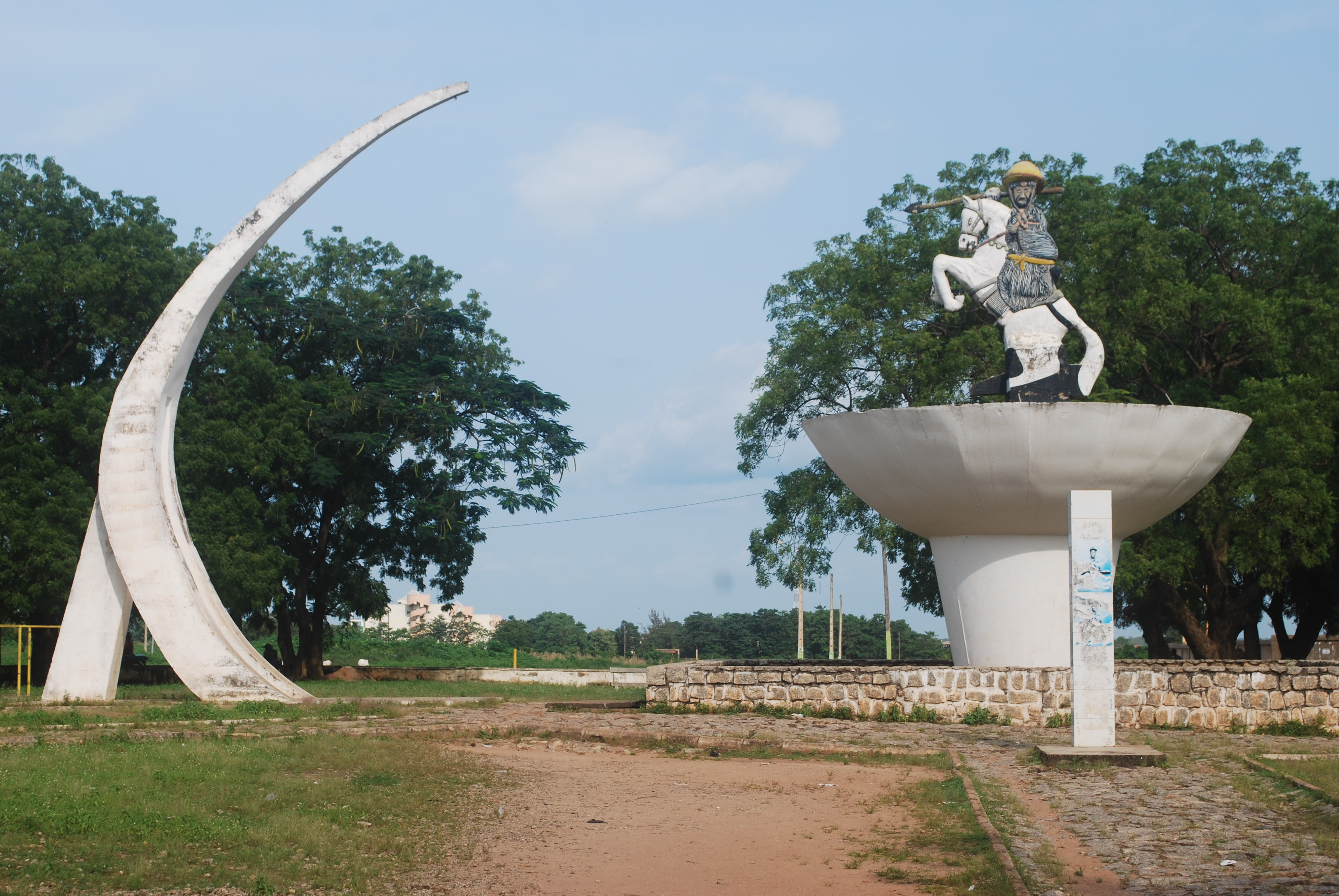
Place Bio Guera de Parakou
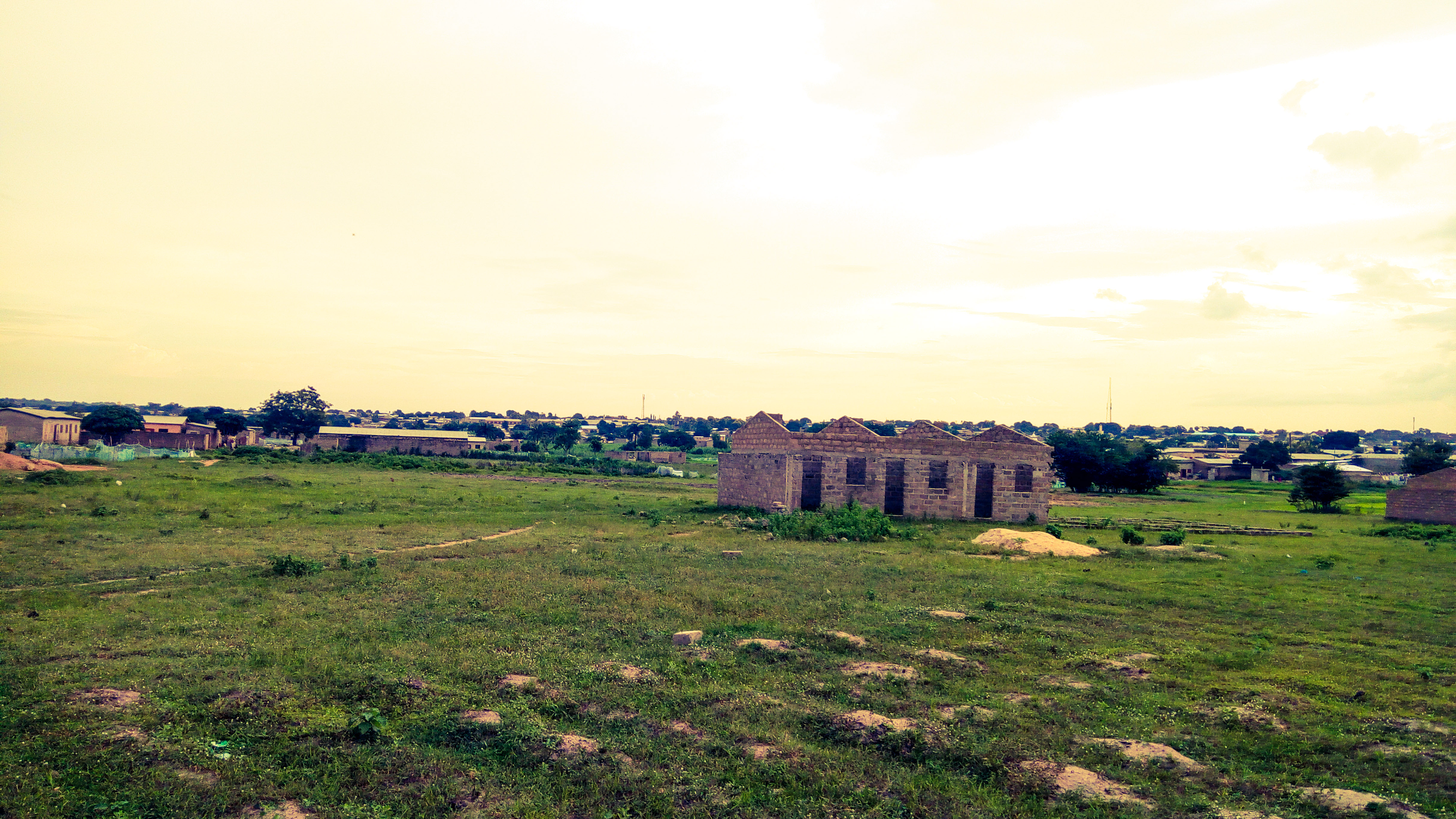
Bas-fonds de Baka (Parakou)